# چیتینا (آلاسکا)
چیتینا (به انگلیسی: Chitina) شهری در ناحیه سرشماری والدز-کوردووا، آلاسکا ایالت آلاسکا است که جمعیت آن در سرشماری سال ۲۰۰۰ میلادی ۱۲۳ نفر بوده‌است.